# Смирнова, Евгения Эдуардовна
Евге́ния Эдуа́рдовна Смирно́ва (род. 16 марта 1991) — российская легкоатлетка, специалистка по толканию ядра. Выступала на профессиональном уровне в 2007—2016 годах, чемпионка России, обладательница бронзовой медали чемпионата мира среди юниорок, победительница и призёрка ряда крупных всероссийских стартов. Представляла Чувашию и Москву. Мастер спорта России.

## Биография
Евгения Смирнова родилась 16 марта 1991 года. Занималась лёгкой атлетикой в Чувашии, проходила подготовку под руководством тренеров О. В. Гаус, М. М. Парамоновой, А. А. Прохорова, М. Г. Михеева.
Выступала на различных всероссийских соревнованиях с 2007 года. В 2008 году в толкании ядра стала пятой на чемпионате России среди юниоров в Чебоксарах, в то время как на аналогичных соревнованиях 2009 года в Саранске была четвёртой.
В 2010 году одержала победу на юниорском всероссийском первенстве в Чебоксарах и благодаря этому успешному выступлению удостоилась права представлять российскую сборную на юниорском мировом первенстве в Монктоне. Здесь с результатом 15,75 метра изначально заняла четвёртое место, но позднее в связи с допинговой дисквалификацией бразильской толкательницы поднялась в итоговом протоколе на третью позицию и стала бронзовой призёркой.
В 2011 году среди прочего завоевала бронзовую награду на молодёжном всероссийском первенстве в Ерино.
В 2012 году была пятой на турнире «Русская зима» в Москве и на командном чемпионате России в Сочи, превзошла всех соперниц на молодёжном всероссийском первенстве в Ерино.
В 2013 году была лучшей на Кубке губернатора в Новочебоксарске и на молодёжном всероссийском первенстве в Чебоксарах, участвовала в чемпионате России в Москве.
В 2014 году вновь победила на Кубке губернатора в Новочебоксарске, была четвёртой на зимнем чемпионате России в Москве, пятой на Кубке России в Ерино, второй на Мемориале Владимира Куца в Москве, четвёртой на летнем чемпионате России в Казани.
В 2015 году в третий раз подряд одержала победу на Кубке губернатора в Новочебоксарске, заняла седьмое место на зимнем чемпионате России в Москве, с личным рекордом 17,38 завоевала сребряную награду на летнем чемпионате России в Чебоксарах (позднее в связи с допинговой дисквалификацией Ирины Тарасовой поднялась в итоговом протоколе на первую позицию и стала таким образом чемпионкой страны). Также в этом сезоне выиграла бронзовую медаль на международном турнире DécaNation в Париже.
В 2016 году взяла бронзу на Кубке губернатора в Новочебоксарске, стала шестой на «Русской зиме», седьмой на зимнем чемпионате России в Москве и на летнем чемпионате России в Чебоксарах. По окончании сезона завершила спортивную карьеру.